# Canto moçárabe
Canto moçárabe (também designado como visigótico ou hispânico) é a expressão musical monódica associada à liturgia hispânica, que foi predominante na Península Ibérica medieval (no então Reino dos Suevos e Reino dos Visigodos) antes da invasão muçulmana e, após essa conquista, preservada pelas comunidades moçárabes.

## História

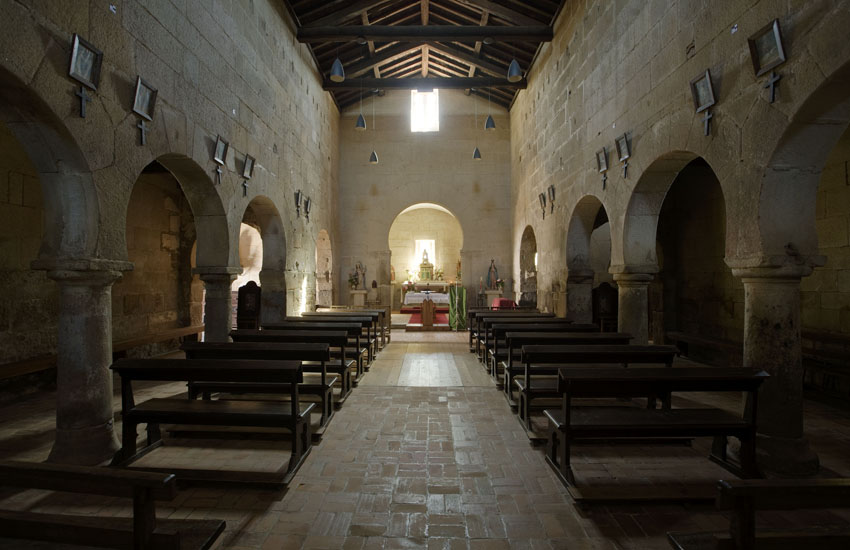
Igreja Moçárabe de Lourosa

O canto moçárabe é uma das mais importantes facetas do rito hispânico. Este rito cristão surgiu após a queda do Império Romano e a concomitante invasão bárbara da Península Ibérica. Foi no seio deste confronto de culturas – hispano-romana e visigótica – que foi desenvolvido este tipo de canto monódico. Após a invasão muçulmana o mundo cristão visigótico foi fragmentado, surgindo o fenómeno das comunidades moçárabes (grupos minoritários de cristãos que continuaram a viver nos territórios controlados pelos mouros), que preservaram as tradições do rito hispânico.
O rito e canto moçárabes foram predominantes até ao século XI. Foram substituídos pelo rito romano e canto gregoriano, por imposição papal, numa tentativa de uniformizar o mundo católico. Curiosamente, o canto gregoriano tinha recebido, durante a sua formação, influências do canto moçárabe, preservando algumas das suas características.